# Цубурая, Эйдзи
Эйдзи Цубурая (яп.  円 谷 英 二, 7 июля 1901 года, префектура Фукусима — 25 января 1970 года, префектура Сидзуока) — японский режиссёр спецэффектов, принимавший участие в создании многих японских научно-фантастических фильмов, был одним из соавторов фильмов о Годзилле, а также главным создателем сериала Ultraman.